# Sulchan-Saba Orbeliani

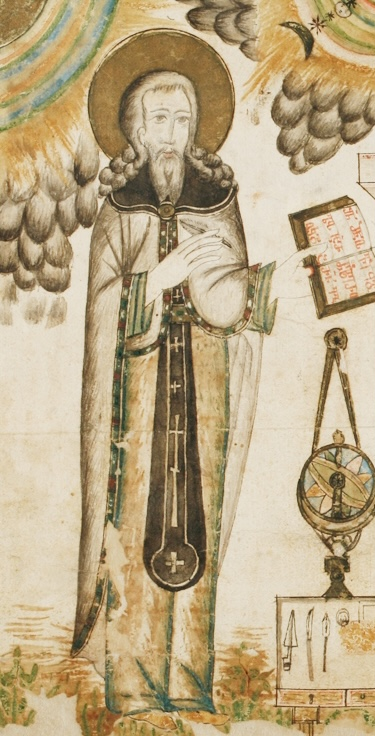

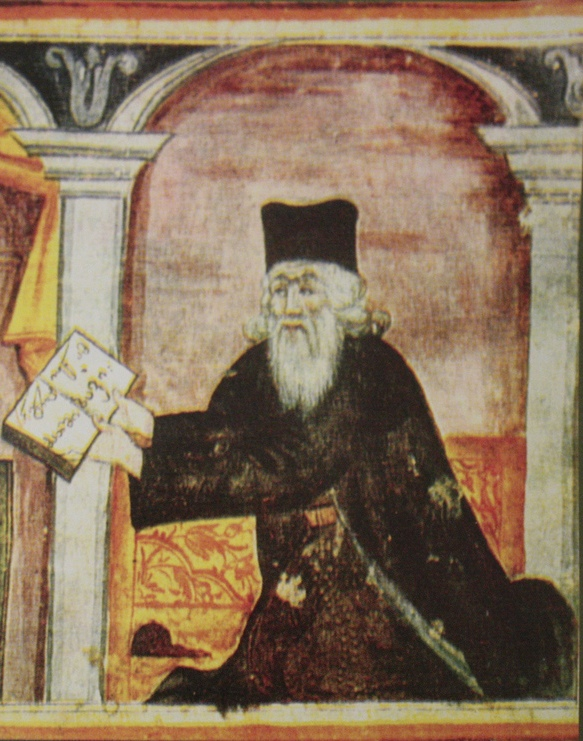

Sulchan-Saba Orbeliani (georgisch სულხან-საბა ორბელიანი; * 4. November 1658 in Tandsia, Niederkartlien, Georgien; † 26. Januar 1725 in Wsechswjatskoje bei Moskau) war ein georgischer Fürst, Mönch, Diplomat und Schriftsteller. Er versuchte Georgien mit Westeuropa zu verbinden, den Katholizismus in Georgien durchzusetzen und begründete die neugeorgische Literatursprache.

## Leben
Sulchan Orbeliani stammte aus einem georgischen Fürstengeschlecht. Sein Vater war ein Bruder der Königin von Kartlien und königlicher Richter. König Wachtang V. war sein Onkel. Im georgischen Königshaus erfuhr Orbeliani die damals bestmögliche Ausbildung in Schrift, Sprache, Geschichte und Geografie. Sein Erzieher war der spätere König Giorgi XI. Die Prinzen Artschil und Lewan sollen Orbelianis beste Freunde gewesen sein.
In erster Ehe war Sulchan Orbeliani mit der 1683 verstorbenen Daredschan aus der Bagratiden-Dynastie verheiratet, in zweiter Ehe mit Tamara, einer Tochter des Fürsten Athabag aus der südgeorgischen Provinz Samzche.
Am 18. März 1689 wurde er Mönch im georgisch-orthodoxen Kloster Dawit-Garedscha und nahm den Namen Saba an. Er blieb dort bis 1713, verfasste Schriften zur Erneuerung des christlichen Glaubens. Zwischen 1687 und 1709, über den genauen Zeitpunkt wird gestritten, konvertierte er zusammen mit König Giorgi XI. und dessen Bruder Lewan zur katholischen Kirche. Zunächst praktizierte er seinen Glauben geheim, im engen Kreis von Vertrauten. 1709 bekannte er sich öffentlich in einem Brief an Papst Clemens XI. zum katholischen Glauben.
1703 wurde Orbeliani Berater des kartlischen Königs Wachtang VI. Mit diplomatischem Status ausgerüstet, versuchte er den Katholizismus in Georgien durchzusetzen. Er knüpfte Kontakte zu den Franziskanern in Ostgeorgien. 1709 gründete der König mit franziskanischer Unterstützung Georgiens erste Druckerei.
Zwischen 1713 und 1716 besuchte er im Auftrag des georgischen Königs Papst Clemens XI. in Rom und den französischen König Ludwig XIV. in Versailles. Orbeliani bat den französischen König um Unterstützung, um Georgien und Transkaukasien von persischer Besetzung zu befreien. Georgien wolle dafür zum Verbündeten und Handelspartner Frankreichs werden sowie die katholische Kirche in Georgien fördern. Die Mission wurde vom georgisch-orthodoxen Patriarchen Grigol II. unterstützt, der bereit war, katholische Missionare im Land zu dulden. Ludwig XIV. versprach, sich diplomatisch um Georgien zu bemühen und die Missionierung Transkaukasiens finanziell zu unterstützen. Das Vorhaben wurde jedoch wegen des Todes Ludwigs XIV. nie umgesetzt.
Nach der Heimkehr nach Georgien wurde Orbeliani vom georgischen Adel boykottiert. Durch einen Generationenwechsel im georgischen Königshaus und der Georgischen Orthodoxen Apostelkirche verlor er seinen politischen Status und die Unterstützung des Klerus. Der neue orthodoxe Patriarch Domenti betrachtete ihn als Verräter. 1719 verlangte eine orthodoxe Kirchenversammlung, er müsse der Häresie abschwören. Orbeliani verweigerte das. Bestraft wurde er nicht, war aber damit endgültig isoliert. 
1722 wurde er von König Wachtang VI. erneut um diplomatische Vermittlungen gebeten. Er sollte Papst Innozenz XIII. und den römisch-deutschen Kaiser Karl VI. als Bündnispartner gegen Persien und das Osmanische Reich gewinnen. Nach der Besetzung Georgiens durch die Türken 1724 gingen Orbeliani, König Wachtang und der georgische Königshof ins Exil nach Sankt Petersburg.

### Leistungen
In seiner regen literarischen Tätigkeit wurde er zum sprachlichen und stilistischen Erneuerer der georgischen Literatur und Begründer der neugeorgischen Literatursprache. Er schrieb das erste Bedeutungswörterbuch zur georgischen Sprache mit ausführlichen Erläuterungen zur Astronomie, Logik und Psychologie, verwendete dafür Ansätze aus Etymologie und Wissenschaftsgeschichte. Orbeliani redigierte 1710 und 1711 einen großen Teil der georgischen Bibel. Die bislang handschriftlich überlieferten Übersetzungen von Teilen der georgischen Bibel wurden danach erstmals als einheitliches Buch gedruckt. Von der ersten gedruckten Bibel Georgiens ist heute nur noch ein Exemplar erhalten.
In seinem Geburtsort Tandsia befindet sich das ihm gewidmete Sulchan-Saba-Museum.

## Werke
Georgisch
- Lexikoni Kartuli. Mit Einleitung und Kommentar herausgegeben von I. Abuladse. 2 Bände. Merani, Tiflis 1991/1993
- [„Werke“]. 5 Bände. Tiflis 1959/1966

Deutsche Übersetzungen
- Die Weisheit der Lüge. Übersetzung von Michael von Tseretheli. Berlin 1933
- Die Weisheit der Lüge. Übersetzung von Heinz Fähnrich. Berlin 1973, Frankfurt am M. 1974
- Weisheit der Erdichtung. Ganatleba-Verlag, Tiflis 1984